# Crows Zero
 (août 2024).
Si vous disposez d'ouvrages ou d'articles de référence ou si vous connaissez des sites web de qualité traitant du thème abordé ici, merci de compléter l'article en donnant les références utiles à sa vérifiabilité et en les liant à la section « Notes et références ».
Série
Crows Zero II
(2009)
Pour plus de détails, voir Fiche technique et Distribution.
Crows Zero est un film japonais réalisé par Takashi Miike sur un scénario de Shogo Muto en 2007. Il s'agit de l'adaptation cinématographique des mangas Crows et Worst d'Hiroshi Takahashi. 
Crows Zero est le premier épisode d'une trilogie dont les deux autres volets sont Crows Zero II et Crows Explode. La saga met en scène la rivalité de lycéens pour prendre le contrôle du lycée de Suzuran, à Tokyo. L'action se situe une année avant les événements décrits dans le manga Crows.
Le film, sorti dans les salles japonaises fin octobre 2007, termine son exploitation à 21 897 963 $, faisant de lui le 22e film de l'année 2007 au box-office nippon.

## Synopsis
Genji Takiya fait sa rentrée en classe de terminale au lycée Suzuran, surnommé le « lycée des corbeaux », un des lycées les plus violents du Japon. Son but est de s'imposer comme le « boss » de l'établissement, objectif recherché par la majorité des lycéens qui fréquentent celui-ci, afin de dépasser son père, le chef d'une bande de yakuzas qui avait échoué à devenir le leader lorsqu'il était élève à Suzuran. Mais pour cela, il lui faudra en découdre avec celui qui est le plus proche d'y arriver, Serizawa Tamao.

## Fiche technique
- Réalisation : Takashi Miike
- Scénario : Shôgo Mutô
- D'après le manga de Hiroshi Takahashi
- Production : Mataichirô Yamamoto
- Musique originale : Naoki Otsubo
- Photographie : Takumi Furuya
- Montage : Shûichi Kakesu et Tomoki Nagasaka
- Pays :  Japon
- Langue : japonais
- Dates de sortie : 
  - Japon : 27 octobre 2007
  - France : 5 août 2009

## Distribution
| Personnages            | Interprètes       | Doublage             |
| ---------------------- | ----------------- | -------------------- |
| Tamao Serizawa         | Takayuki Yamada   | Bruno Mullenaerts    |
| Genji Takiya           | Shun Oguri        | Gregory Praet        |
| Ken Katagiri           | Kyosuke Yabe      | Karim Barras         |
| Yuji Tokaji            | Kaname Endo       | Alexandre Crépet     |
| Go Mikami              | Hisato Izaki      | Emmanuel Dekoninck   |
| Manabu Mikami          | Yusuke Izaki      | Sébastien Fayard     |
| Shoji Tsutsumoto       | Yusuke Kamiji     | Frederik Haùgness    |
| Hideto Bando           | Dai Watanabe      | Philippe Allard      |
| Makise Takashi         | Tsutomu Takahashi | Pierre Lognay        |
| Shun Izaki             | Sōsuke Takaoka    | Renaud Tefnin        |
| Chuta Tamura           | Suzunosuke Tanaka | Sébastien Hebrant    |
| Hiromi Kirishima       | Shunsuke Daito    | Christophe Hespel    |
| Makoto Sugihara (Mako) | Yu Koyanagi       | ?                    |
| Toshiaki Honjo (Pon)   | Ryo Hashizume     | ?                    |
| Hideo Takitani         | Gorō Kishitani    | Franck Daquin        |
| Yoshinobu Kuroiwa      | Sansei Shiomi     | Jean-Michel Vovk     |
| Rinda-man              | Motoki Fukami     | Mathieu Moreau       |
| Tokio Tatsukawa        | Kenta Kiritani    | Maxime Donnay        |
| Ruka                   | Meisa Kuroki      | Mélanie Dermont      |
| Joji Yazaki            | Ken'ichi Endō     | Philippe Résimont    |
| Washio                 | Kazuki Namioka    | Xavier de la Colette |
| Ushiyama               | Yutaka Matsushige | ?                    |

## Groupes
À Suzuran et en dehors, les adolescents se réunissent en groupes et factions, détournant souvent des acronymes ou des appellations connues pour se baptiser, par exemple FBI ou PAD. Dans le film Crows Zero, cet élément est repris.
Il y a deux bandes principales dans le film et deux autres intervenant succinctement :
- Genji Perfect Seiha (GPS) qui signifie « domination parfaite de Genji » est composée de Genji lui-même, Makise, Izaki, Chuta, et leur mentor Ken Katagiri ;
- le groupe de Tamao Serizawa formé de Serizawa, Tokio, Shoji, Tokaji et des frères Mikami.

Au second plan :
- l'Ebizuka Trio, constitué des lycéens de Suzuran : Hiromi, Pon et Mako, également vus dans le manga Crows ;
- The Front of Armament (TFOA), un groupe extérieur au lycée.

## Personnages
Suivant la logique de Crows et Worst, le film, bien que gravitant autour de Genji, permet de faire la connaissance d'une kyrielle de personnages. La majorité d'entre eux sont originaux et d'autres sont déjà vus dans Crows. 
- Genji : Personnage principal des deux premiers Crows Zero, il n'a qu'un objectif : devenir le chef incontesté de Suzuran. Pas très à l'aise pour se faire des relations, il n'arrive à ses fins qu'à la force de ses poings, ce qui ne l'empêche pas d'avoir des amitiés solides dans son groupe, le GPS, dont il est le leader. À la fin de Crows Zero, il parvient à vaincre Serizawa dans le combat final et est reconnu comme Boss de Suzuran ; cependant, le film se termine sur un début d'affrontement avec Rindaman, que Genji semble perdre puisqu'il l'affronte à nouveau dans le second opus. Il possède un style de combat brutal, assimilable à du combat de rue.

- Chuta : il symbolise la première étape de Genji vers son rêve de conquête de Suzuran. Chef d'une classe, Chuta est une cible de choix pour permettre à Genji de gagner en respect et en hommes pour sa bande. Chuta marche par la suite à ses côtés et devient une figure forte du GPS.Il est un des bras droit de Genji.Il domine la classe E.

- Izaki : dans sa course au pouvoir, Genji se met en tête de défier toutes les petites factions de Suzuran pour les rallier à sa cause et n'en former plus qu'une, imposante et puissante. Izaki est à la tête d'une d'entre elles. Il se joindra à la bande de Genji. C'est un beau garçon aux cheveux blonds. Et comme précédemment avec Chuta, le dialogue entre les deux hommes est musclé. Il est aussi amateur de fléchettes ; c'est lui qui enseigne à Genji comment les lancer. C'est le leader de GPS, quand Genji n'est pas présent. Il domine la classe D.

- Makise : il n'a pas eu peur d'affronter à plusieurs reprises Serizawa, le plus proche du statut de chef du lycée des corbeaux. Vaincu à chaque fois, il garde la tête haute et ne courbe pas l'échine devant son ainé. Sa rencontre avec Genji bouleverse sa façon de penser et il accepte de se fondre dans le GPS, il est un des bras droit de Genji. C'est lui la force tranquille du groupe. Il domine la classe C. Il se trouve assez confus devant une fille qui lui plais.

- Ken : le mentor. Ancien élève de Suzuran, il n'a jamais pu oublier ses années fougueuses du lycée. Il n'est qu'un simple pion sur l'échiquier de la mafia japonaise mais sa rencontre avec Genji va raviver la flamme de sa passion. S'improvisant mentor du jeune corbeau, il lui donne des conseils avisés pour atteindre les plus hautes marches de son rêve. Il est également un des éléments comiques du film.

- Tamao Serizawa : l'adversaire le plus dangereux du lycée et entre autres le boss actuel de Suzuran. Surnommé « Le Roi des Bêtes » par Chuta durant le briefing à cause de son côté animal et dangereux en combat, il est l'un des hommes les plus forts de l'établissement et son but est également d'être reconnu comme le chef incontesté du lycée. À la tête de la faction la plus imposante, il occupe le toit de l'école. Mais alors qu'il allait recevoir la couronne honorifique, Genji croise sa route. Du coup, il doit triompher d'un nouvel adversaire pour réaliser son rêve. Il perdra et acceptera d'aider Genji contre le lycée d'Hosen dans Crow Zero II. Il semble avoir de drôles de manies qui est de ramasser de la nourriture et la manger après vérification, ce qui accentue le côté bestial ou de sourire, voire rigoler légèrement durant un combat ou une mauvaise manœuvre de son adversaire et ce, dans les deux premiers films.

- Tokio Tatsukawa : Tokio est pris entre deux feux. Ami d'enfance de Genji au collège, il est aujourd'hui le bras droit de Serizawa. Il est atteint d'une maladie grave : Tumeur cérébrale. C'est le meilleur ami de Serizawa et de Genji normalement.

- Tokaji : si Tokio laisse les choses se faire entre Genji et Serizawa, Tokaji y met son grain de sel, se fera calculateur, faisant tout son possible pour qu'au final ce soit son camp qui remporte la victoire. C'est la tête pensante du groupe de Serizawa, on raconte qu'il est également le plus fort de la bande. Il semble en rivalité avec Izaki, amenée au paroxysme en fin du premier film.

- Shoji Tsutsumoto :  l'électron libre du groupe a la coiffure rasta, il a confiance en Serizawa et est prêt à le suivre. Il a, d'après Chuta, été champion de judo, ce qui peut s'avérer d'après son style de combat que l'on voit malgré tout très peu durant les deux premiers films.

- Les « frères Mikami » : Considérés comme des fous par le reste de l'école, ils ne sont jamais à court d'inventions folles dans le but de s'amuser ou de ressentir des sensations fortes. Accros aux combats, ils défient Serizawa mais se font battre tous les deux à plate couture. Ils décident alors de rejoindre son groupe. Dans Crows Zero II, ils décident de se joindre à GPS et seront très utiles pendant la bataille contre Hosen.

- Hiromi, Joe et Sugiara, dits le « Ebizuka Trio » : nouveaux venus au lycée, avec eux, c'est un premier point de repère chronologique pour situer l'action de Crows Zero qui est donné. Quand le manga Crows commence, ils sont déjà en Première au lycée Suzuran alors que dans le film, ils font leurs premiers pas dans l'établissement. Ils décident d'intégrer Suzuran pour se faire une renommée dans la ville entière. Dès leur cérémonie d'intronisation, ils découvrent qu'il y a dans la place de jeunes hommes comme Genji qui n'ont pas peur de batailler avec les hommes de mains de yakuzas ou des Serizawa. Malgré tout, cela ne les décourage pas. Ils sont indépendants mais se joindront toutefois à GPS, dans Crows Zero II, pour battre le lycée d'Hosen.

- Bandô : le personnage de Bandô est une autre référence directe à Crows. Dans le manga, il est un des premiers adversaires de Boya Harumichi. Dans le film, il vient en aide à Genji.

- Megumi Hayashida alias Rindaman : il est celui qui avait la force de devenir le premier « bancho » de Suzuran mais qui en a décidé autrement. Rindaman est un homme calme et silencieux malgré sa grande taille et sa carrure imposante. Doté d'une force brute sans pareil, il est invaincu dans l'école. Surnommé « le démon » par les autres élèves, il est toujours seul. N'étant pas intéressé par le titre de boss, il refuse généralement d'affronter les autres élèves et a tendance à leur conseiller d'abandonner ce but. Genji tente de le rallier à sa cause mais Randaman l'ignore, comme il l'a fait avec Serizawa. Du fait, de sa force, il ne reconnait aucun boss et personne n'a d'autorité sur lui. Ainsi, il choisit de ne pas prendre part aux différentes batailles de Suzuran. Bien qu'il ait battu Serizawa et soit devenu le boss, Genji cherche chaque fois à battre Rindaman — totalement indifférent au sort de l'école — jusqu'à son dernier jour à Suzuran car il considère que Rindaman demeure le plus sérieux prétendant au titre. Vu autant de fois que Bandô dans cette adaptation cinématographique, Rindaman symbolise le dernier obstacle au titre de leader incontesté du lycée.

- Ruka Aizawa : l'amie et petite amie de Genji dans Crows Zero II. Une des particularités des séries Crows et Worst réside dans l'absence de la gent féminine. Il n'y a que des garçons dans ces titres. Pour trouver des protagonistes féminins dans un manga d'Hiroshi Takahashi, il faut se reporter à Hey Riki !, sa première histoire, en collaboration avec un autre auteur. Takashi Miike et son équipe ont rectifié le tir dans leur film avec ce personnage. Ruka rencontre Genji dans un bar où elle chante. Froid aux premiers abords, Genji se laisse charmer au fil de l'aventure pour arriver à une relation où chacun des deux aura besoin l'un de l'autre. Elle a un rôle décisif dans l'opposition Serizawa/Genji.

- Le père de Genji : si la confrontation Serizawa/Genji est le fil rouge de Crows Zero, on assiste également, par intermittence, à la rivalité de deux familles de mafieux japonais. Le chef d'une des deux est le père de Genji, lui-même ancien élève de Suzuran. C'est pour se faire reconnaître de lui que Genji a pour but de dominer l'établissement scolaire. Une autre des particularités des histoires d'Hiroshi Takahashi est le fait qu'on ne voit aucun de parents des lycéens, voire peu d'adultes en général.